# Ibrahim de Malcervelli
Ibrahim de Malcervelli Billelchor (n. 1897) fue un periodista hispano-argentino.

## Biografía
Argentino de origen, a comienzos de la década de 1930 se estableció en España. En 1935 formó parte de la redacción del diario madrileño Ya, donde trabajó como confeccionador. Tras el final de la Guerra civil trabajó para los diarios Arriba y Pueblo, pertenecientes a la prensa del «Movimiento». También fue docente de la Escuela Oficial de Periodismo de Madrid, donde desde 1941 impartió la asignatura de «titulación y confección». Años después sería director del diario deportivo Marca, entre 1945 y 1946, y posteriormente lo sería del semanario taurino El Ruedo. La Asociación de la Prensa de Madrid le concedería el Premio Rodríguez de Santamaría en 1975.